# Maratus pavonis
Espèce
Synonymes
- Saitis pavonis Dunn, 1947
- Maratus pavonis nornalup Baehr & Whyte, 2016

Maratus pavonis est une espèce d'araignées aranéomorphes de la famille des Salticidae.

## Distribution
Cette espèce est endémique d'Australie. Elle se rencontre en Australie-Occidentale, en Nouvelle-Galles du Sud, au Victoria et en Tasmanie.

## Description

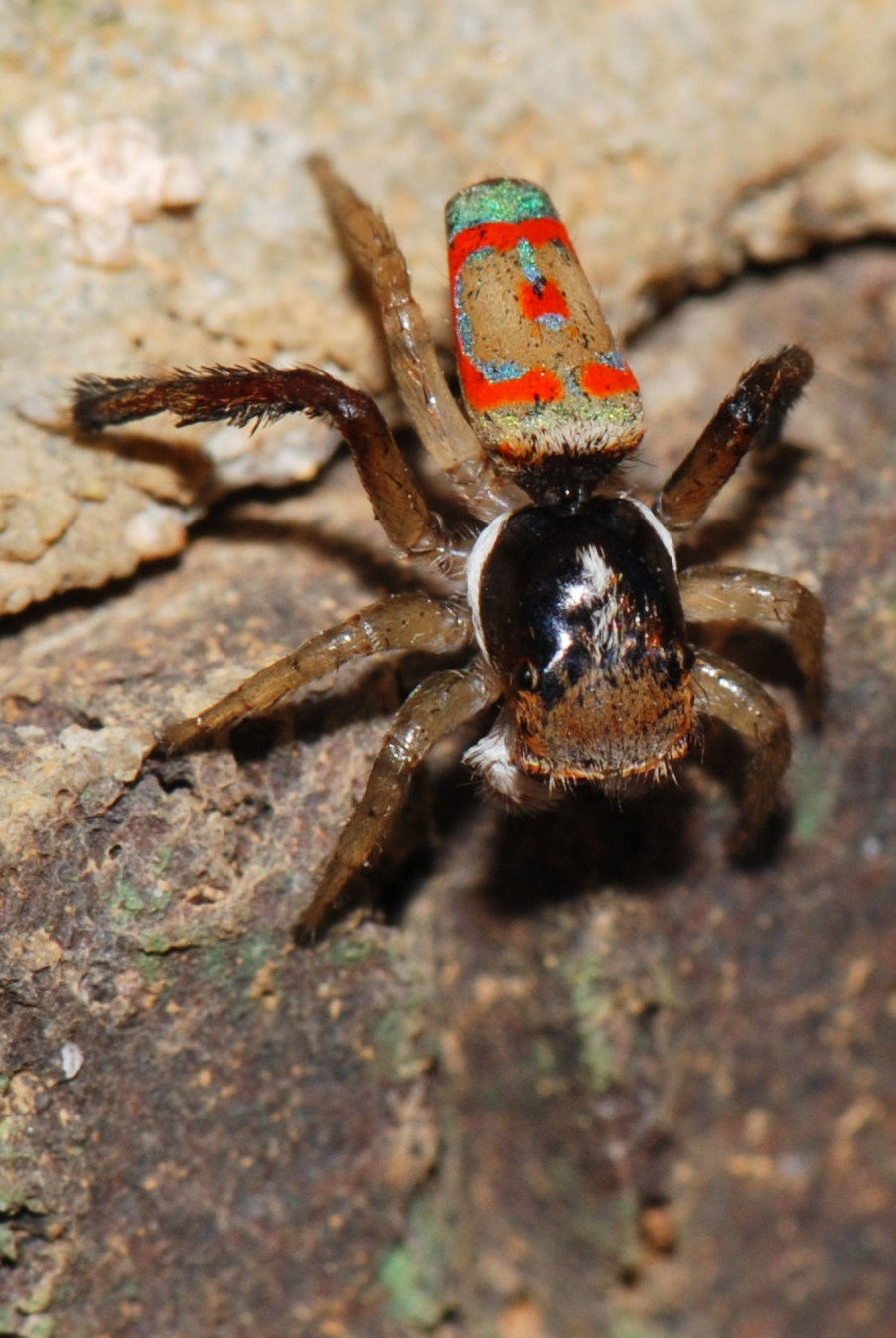
Maratus pavonis.

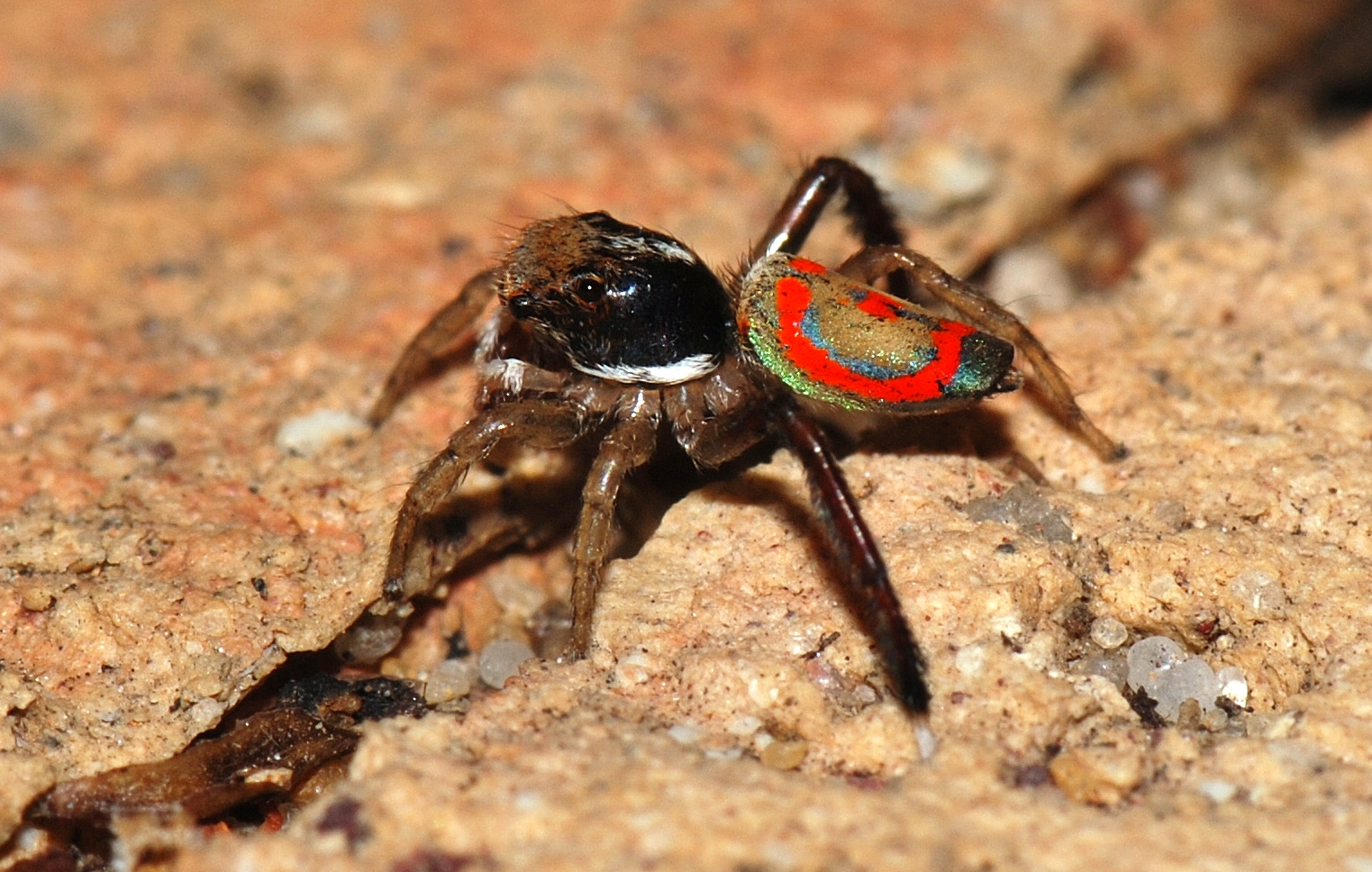
Maratus pavonis.

Le mâle holotype mesure 4,34 mm.

## Publication originale
- Dunn, 1947 : « A new salticid spider from Victoria ». Memoirs of the National Museum of Victoria, vol. 15, p. 82-85 (lire en ligne).